# ورزشگاه پنینگتون فیلد

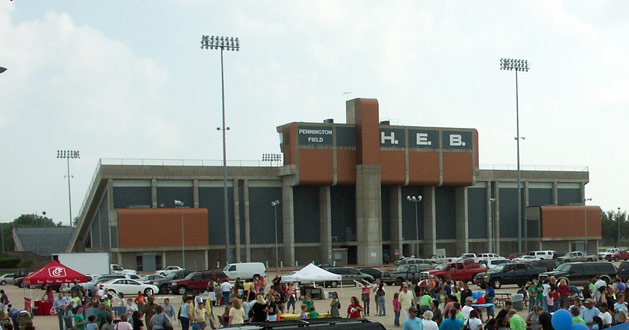
تصویری از ورزشگاه پنینگتون فیلد

ورزشگاه پنینگتون فیلد (به انگلیسی: Pennington Field) با ظرفیت ۱۲٬۰۰۰ نفر در شهر بدفورد ایالت تکزاس واقع شده‌است.